# Grand-Fort-Philippe
Grand-Fort-Philippe (niederländisch: Groot-Filipsfort) ist eine französische Gemeinde mit 4901 Einwohnern (Stand: 1. Januar 2022) im Département Nord in der Region Hauts-de-France. Sie gehört zum Arrondissement Dunkerque und zum Kanton Grande-Synthe. Die Einwohner werden Grand-Fort-Philippois genannt.

## Geographie
Grand-Fort-Philippe ist die westlichste Gemeinde des Départements Nord. Sie liegt an der Küste des Ärmelkanals auf halbem Weg zwischen Calais und Dunkerque. Hier mündet der Fluss Aa in die Nordsee. Dieser Abschnitt ist Teil der Opalküste. Umgeben wird Grand-Fort-Philippe von den Nachbargemeinden Gravelines im Osten und Süden sowie Oye-Plage im Westen. Der dem Fluss Aa gegenüberliegende Ort Petit Fort Philippe ist Teil der Gemeinde Gravelines.

## Geschichte
1883/84 wurde die Nachbargemeinde Gravelines selbständig.

## Bevölkerungsentwicklung
| Jahr                       | 1962 | 1968 | 1975 | 1982 | 1990 | 1999 | 2011 | 2020 |
| Einwohner                  | 4662 | 4712 | 5880 | 6611 | 6477 | 6078 | 5377 | 5054 |
| Quellen: Cassini und INSEE |      |      |      |      |      |      |      |      |

## Sehenswürdigkeiten
- Kirche Notre-Dame de Grâce, erbaut 1860
- Bootshaus bzw. Reede von 1937
- Calvaire des Marins zum Gedenken an die Gefallenen des Zweiten Weltkrieges

|  |  |  |  |

## Kultur
Grand-Fort-Philippe feiert auch den Karneval von Dünkirchen. Ferner gehören zur Gemeinde die Riesenfiguren La Matelote, Fiu, Gut, Soeur und Bergur.

Riesenfiguren
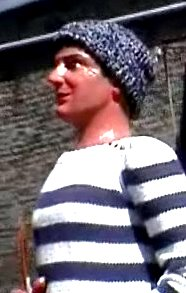
Fiu
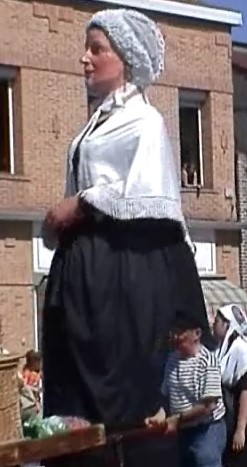
La Matelote
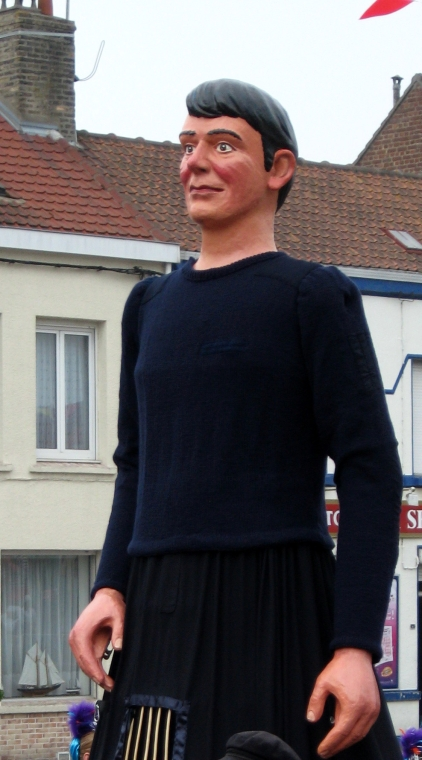
Gut